# ブノ
ブノ（Buno）は、フィリピンの武術。

## 概要
ブノはタガログ語で「投げる」を意味する。ドゥモグに似たレスリングでハリマウ・ブノ、以前はハリマウ・ルマド（虎の王のレスリング）と呼ばれる独自の稽古法で訓練する。中でもミンドロ島のマンニャン族やケソン州インファンタのアエタ族が傑出している。
ブノは極技、関節技、打撃技、テイクダウン、寝技を含む投げ技で行われる。また、ブノは素手の他に武器も使用するため、ナイフや弓矢、槍といった武器の使い方も教わる。この他、ルビッドと呼ばれる4フィートの長さのロープも武器として使用する。
稽古法も泥の中で訓練したり、カヌーを漕いだり、水牛と格闘したり、丸太を使ったり、木登りをするなど様々なものがある。